# Charles de Chambes

Brasão da Família de Chambes.

Charles de Chambes, Conde de Montsoreau, nasceu no Castelo de Chalain em 28 de Novembro de 1549 e morreu em 1621.

## Biografia
Cavalheiro comum da Coroa, camareiro e grand veneur de Francisco, Duque de Alençon e de Anjou, nomeado cavaleiro da Ordem de Saint-Michel em 23 de fevereiro de 1568.
Torna-se cavalheiro comum de câmara de Monseigneur (Monsenhor), irmão do rei, Barão de Pontchâteau.
Irá destacar-se no cerco de La Rochelle, em 1573.
Seu cargo o obrigará a fixar residência em Paris onde sua esposa, com quem se casou em 10 de Janeiro de 1576, Françoise de Maridor, originalmente protestante, viúva de Jehan de Coësmes, foi dama de companhia da Rainha Mãe, Catarina de Médicis, de 1576 a 1577.
Durante as ausências do marido, ela residiu no Castelo de la Coutancière, perto de Saumur, e também no Castelo de Montsoreau.
Em 1579, Bussy d'Amboise, que já a conhecia, vem visitá-la e tem a imprudência de mencionar seu sucesso em seduzi-la numa carta que o Rei remete ao marido. De volta a Samur, o Conde de Monsoreau força a esposa, sob ameaça de uma pistola, a marcar um encontro com seu amante. Em 19 de Agosto de 1579, Charles de Chambes assassina Bussy d'Amboise em Brain-sur-Allonnes, episódio que inspira Alexandre Dumas em algumas tramas de seu romance "A Dama de Monsoreau".
Em 1585, é nomeado Conselheiro de Estado e obtém a Abadia de Saint-Georges perto de Angers. Em 1587, é ferido em Coutras e feito prisioneiro. Em 5 de Junho de 1589, obtém 4.200 escudos e segue o Duque de Montpensier como marechal de campo na Bretanha para debelar uma insurreição. Em 1592, participa da derrota em Craon contra as tropas do Duque de Mercoeur. Em 1596, participa do cervo de Tigné. Em 1619, já com 70 anos, recebe em Angers a Rainha Maria de Médicis, esposa do Rei Henrique IV, à testa dos representantes da nobreza angevina.
Charles de Chambes e Françoise de Maridor tiveram dois filhos e quatro filhas. Françoise morreu em 29 de Setembro de 1620 e o conde no ano seguinte, em 16 de Junho de 1621.